# Rudowe
Rudowe (ukrainisch Рудове; russisch Рудово Rudowo) ist ein Dorf im Osten der ukrainischen Oblast Luhansk mit etwa 50 Einwohnern.
Der Ort wurde 1791 als Rudiwka (Рудівка) gegründet und 1947 auf seinen heutigen Namen umbenannt. Die ehemalige Rajonshauptstadt Bilokurakyne liegt 13 Kilometer südöstlich, die Oblasthauptstadt Luhansk ist 128 Kilometer südlich gelegen.
Am 13. August 2015 wurde das Dorf ein Teil der neugegründeten Siedlungsgemeinde Bilokurakyne, bis dahin war es Teil der Landratsgemeinde Kurjatschiwka im Zentrum des Rajons Bilokurakyne.
Seit dem 17. Juli 2020 ist sie ein Teil des Rajons Swatowe.